# Piotraszewo
Piotraszewo (deutsch Peterswalde) ist ein Dorf im Powiat Olsztyński  (Kreis Allenstein) der polnischen Woiwodschaft Ermland-Masuren. Es ist der Verwaltungseinheit Gmina Dobre Miasto (Stadt-und-Land-Gemeinde Guttstadt) zugeordnet.

## Geographische Lage
Das Kirchdorf liegt in der historischen Region Ostpreußen, in Ermland, etwa 14 Kilometer westsüdwestlich der Stadt Lidzbark Warmiński (Heilsberg), neun Kilometer nördlich von Dobre Miasto (Guttstadt) und 18 Kilometer ostsüdöstlich der Stadt Orneta (Wormditt).

## Geschichte

Pererswalde, südlich von Königsberg und südwestlich der Stadt Heilsberg, auf einer Landkarte von 1910

Das seinerzeit Petirswalde genannte Dorf erhielt zur Zeit der Herrschaft des Deutschen Ordens eine Handfeste zu kulmischem Recht, die am 14. Dezember 1335 auf Schloss Heilsberg von Heinrich von Luter, Bistumsvogt von Ermland, ausgefertigt worden war. Von den 60 Hufen, die für die Dorfgründung veranschlagt worden waren, erhielt der Lokator Petrus, nach dem der Ort benannt wurde, sechs freie Hufen für das Schulzenamt und weiter den Dorfkrug nebst einem hierfür zu nutzenden halben Morgen Ackerland. In dem Dorfkrug durften außer Getränken auch Esswaren angeboten werden; die Eröffnung einer zweiten Gaststätte im Dorf war nicht gestattet.
Im 18. Jahrhundert gehörte das Kirchdorf Peterswalde zum Amt Guttstadt. 1785 wird es als ein königliches Bauerndorf mit einer Kirche und 49 Feuerstellen (Haushaltungen) beschrieben.
Im Jahre 1874 wurde Peterswalde Amtsdorf und damit namensgebend für einen Amtsbezirk im ostpreußischen Kreis Heilsberg, Regierungsbezirk Königsberg mit den zugehörigen Dörfern:
| Deutscher Name | Polnischer Name |
| -------------- | --------------- |
| Gronau         | Gronowo         |
| Mawern         | Mawry           |
| Peterswalde    | Piotraszewo     |
| Rosenbeck      | Różyn           |

Im Jahr 1945 gehörte Peterswalde zum Landkreis Heilsberg im Regierungsbezirk Königsberg im Gau Ostpreußen des Deutschen Reichs.
Gegen Ende des Zweiten Weltkriegs wurde die Region im Frühjahr 1945 von der Roten Armee besetzt. Anschließend wurde Peterswalde zusammen mit der gesamten südlichen Hälfte Ostpreußens von der Sowjetunion besatzungsrechtlich der Volksrepublik Polen zur Verwaltung überlassen. Der Ortsname wurde zu ‚Piotraszewo‘ polonisiert. In der Folgezeit wurde die einheimische Bevölkerung von der polnischen Administration aus dem Kreisgebiet vertrieben.

### Demographie
| Jahr | Einwohner | Anmerkungen                                                                 |
| ---- | --------- | --------------------------------------------------------------------------- |
| 1782 | –         | königliches Bauerndorf mit einer Kirche und 49 Feuerstellen (Haushaltungen) |
| 1816 | 267       | königliches Dorf                                                            |
| 1852 | 529       | Dorf                                                                        |
| 1858 | 600       | darunter eine evangelische Person und 599 Katholiken                        |
| 1864 | 602       | am 3. Dezember                                                              |
| 1867 | 621       | am 3. Dezember                                                              |
| 1871 | 637       | davon vier Evangelische und 633 Katholiken                                  |
| 1885 | 632       | am 1. Dezember, davon 626 Katholiken und sechs Juden                        |
| 1910 | 517       | am 1. Dezember                                                              |
| 1933 | 518       | [ 16 ]                                                                      |
| 1939 | 501       | [ 16 ]                                                                      |

## Kirche

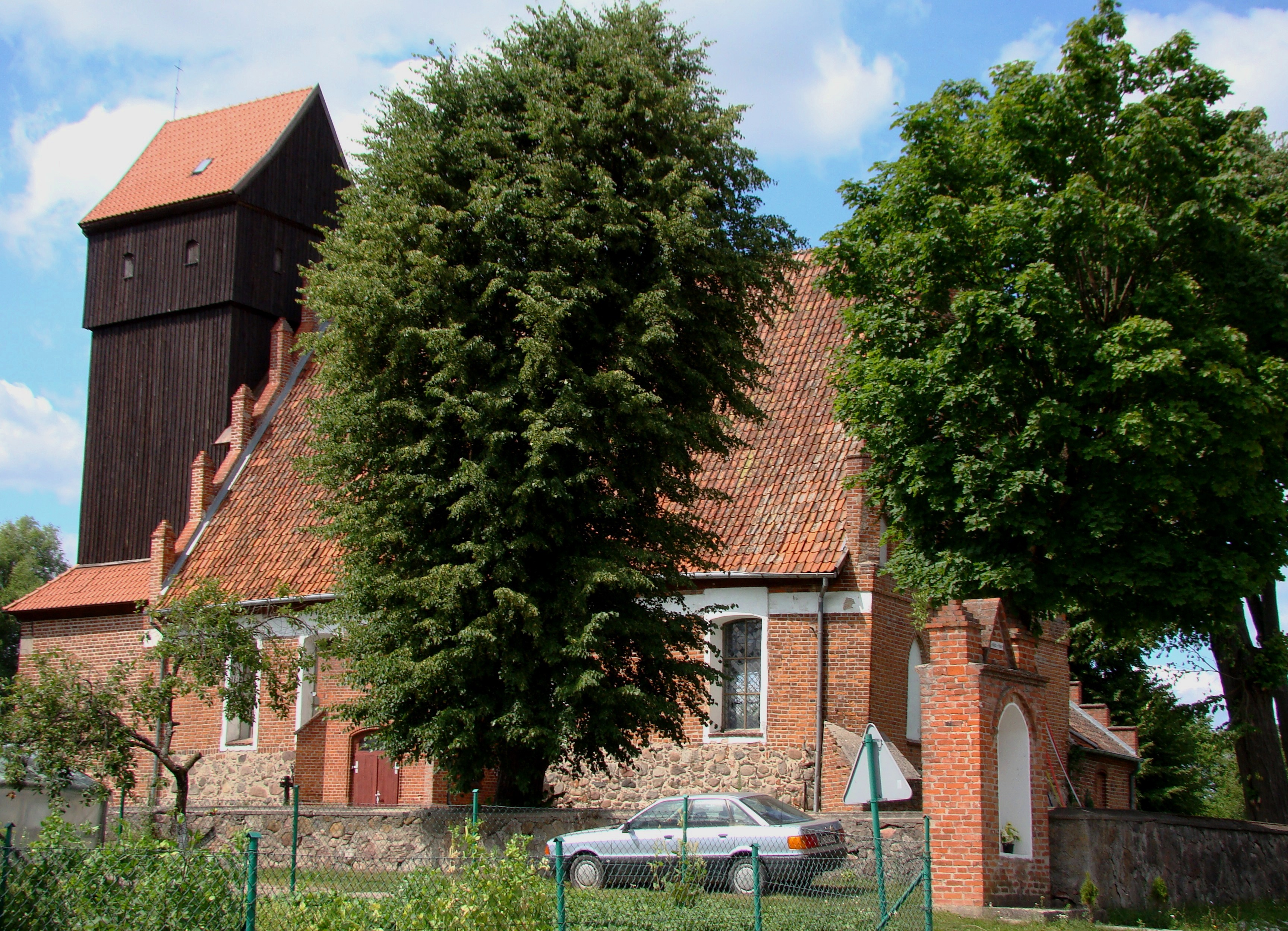
Dorfkirche St. Bartholomäus (2013), bis 1945 Gotteshaus der katholischen Pfarrgemeinde Peterswalde

In der Handfeste vom 14. Dezember 1335 wird dem Dorfpfarrer freie Fischerei in zwei Seen verliehen; bis 1363 wirkte Petrus Gernich als Pfarrer, nach ihm Johannes Jordan. Mit Ausnahme seines Turms wurde das Kirchengebäude um 1580 neu errichtet, wobei anscheinend altes erhalten gebliebenes gotisches Mauerwerk mit verwendet wurde, und von Bischof Martin Cromer auf den Namen des Apostels Bartholomäus geweiht. Im 19. Jahrhundert hatte die Kirche eine Wetterfahne mit einer Ziege, dem Wappen des Bischofs Szembek.
Das Kirchengebäude, das der römisch-katholischen Pfarrgemeinde Peterswalde im Dekanat Guttstadt als Gotteshaus gedient hatte, dient heute der Pfarrei im Dekanat Orneta (Wormditt) im Erzbistum Ermland.
Bis 1945 war Peterswalde seitens der evangelischen Kirche in die Pfarrkirche Guttstadt in der Kirchenprovinz Ostpreußen der Kirche der Altpreußischen Union eingegliedert. Heute gehört Piotraszewo zur Diözese Masuren der Evangelisch-Augsburgischen Kirche in Polen.